# Chakuza

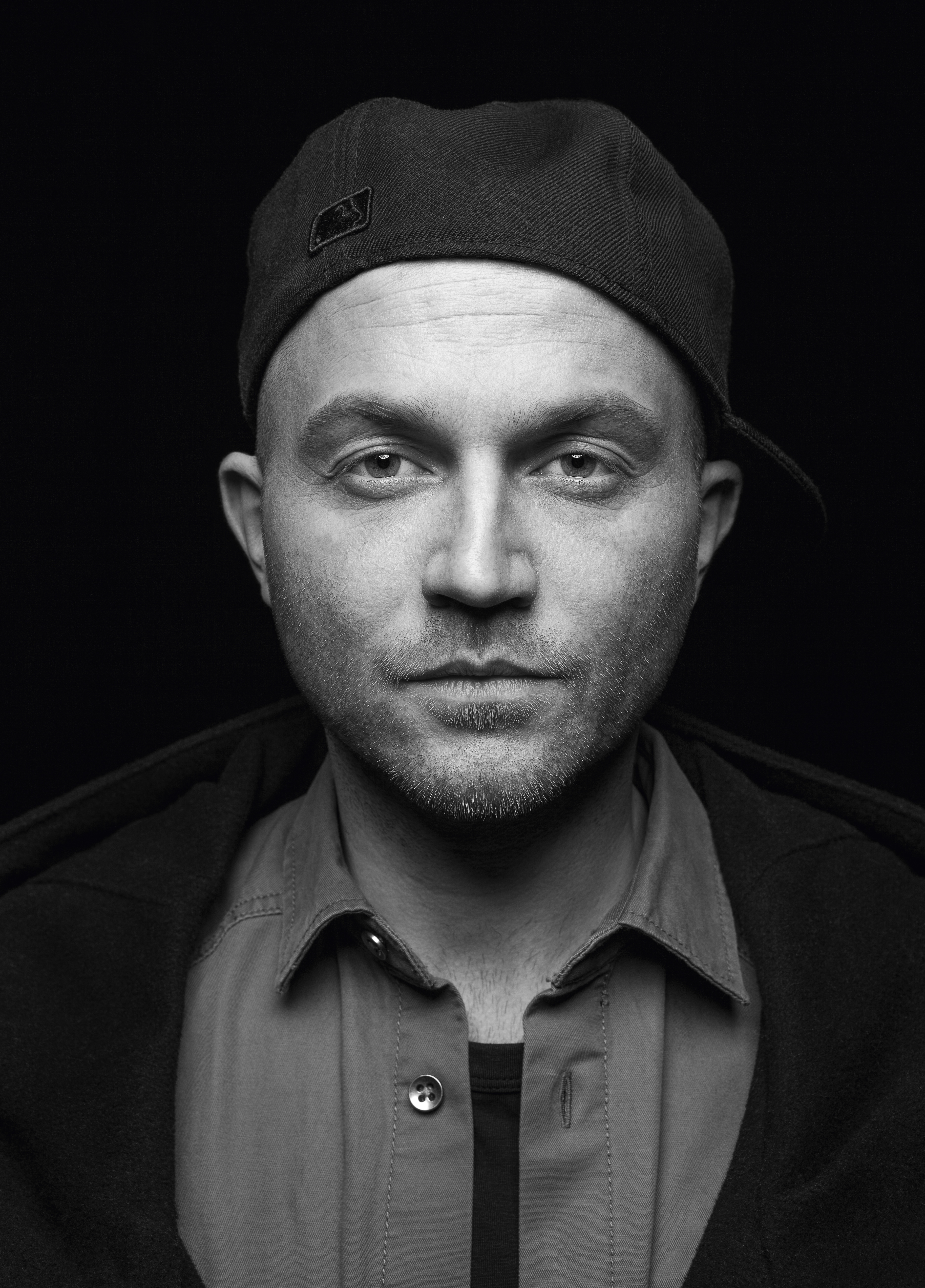
Chakuza, offizielles Pressebild zu "ZODIAK", 2014

Chakuza (* 22. Februar 1981 in Linz; bürgerlich Peter Pangerl) ist ein österreichischer Hip-Hop-Musiker.

## Biografie
Chakuza ist gelernter Koch und gründete nach seiner Ausbildung gemeinsam mit DJ Stickle und MC J die Formation Verbale Systematik, welche sich 2002 in Beatlefield umtaufte. Wenig später verließ J die Formation. Das Produzentenduo war ab 2005 für einen Großteil der Produktionen aus dem Hause ersguterjunge verantwortlich, auf denen Chakuza auch mit Features vertreten ist. Er sieht sich selbst jedoch eher als Rapper, weniger als Produzent.
2005 erhielt der Rapper Bushido bei einem Konzert in Österreich eine Demo-CD des Produzenten-Teams. Diese konnte überzeugen und sowohl Chakuza als auch DJ Stickle wurden daraufhin beim Label ersguterjunge unter Vertrag genommen. Im selben Jahr zog Chakuza von Österreich nach Berlin.
Chakuza und DJ Stickle sind bereits auf den Alben Staatsfeind Nr. 1 und dem ersguterjunge Sampler Vol. 1 Nemesis von Bushido zu finden. Im April 2006 wurde bei ersguterjunge Chakuzas und Stickles Album Suchen & Zerstören mit Features von Bushido, Baba Saad, D-Bo und Bahar veröffentlicht. Außerdem nahm er zusammen mit Eko Fresh und Bushido den Song Vendetta auf.
Anfang Oktober 2006 folgte zusammen mit Bizzy Montana das Kollaboalbum Blackout. Es stieg auf Platz 69 der deutschen Albumcharts ein. Anfang 2007 wurde er bei den Hiphop.de Awards 2006 als „Bester Deutscher Newcomer“ ausgezeichnet.
Am 2. März 2007 erschien sein erstes Soloalbum City Cobra, welches auf Platz 10 der deutschen Album-Charts einstieg. Zuvor wurde die Single Eure Kinder, auf der auch Bushido zu hören ist, am 23. Februar veröffentlicht. Am 7. März 2007 war Chakuza mit Bushido zu Gast bei TRL.
Im August 2007 wurde Chakuza für den MTV Music Awards in der Kategorie New Sounds of Europe nominiert. Im Rahmen der Music Week, welche eine Woche vor der Verleihung der Awards stattgefunden hat, ist Chakuza beim Urban Sounds-Abend im Münchener Kesselhaus am 29. Oktober neben K.I.Z und Samy Deluxe aufgetreten. Er war der Ersatz für die Rapper B-Tight und Sido, die als Headliner auftreten sollten, jedoch absagen mussten.
Am 16. Mai 2008 erschien Chakuzas zweites Soloalbum Unter der Sonne. Bereits am 24. April 2008 wurde das Video zur gleichnamigen Singleauskopplung veröffentlicht, die ebenfalls am 16. Mai 2008 erschien.
Am 16. April 2010 wurde Chakuzas drittes Soloalbum Monster in mir über ersguterjunge veröffentlicht. Kurz zuvor erschien die digitale Singleauskopplung Monster, auf welcher der jamaikanische Reggae-Sänger Konshens vertreten ist.
Im November 2010 verließ Chakuza das Label ersguterjunge. Er begründete den Weggang damit, dass er fortan selbstständiger agieren möchte. Parallel dazu zog er von Berlin zurück in seine Heimatstadt Linz.
Am 3. Dezember 2010 erschien das Mixtape Suchen & Zerstören II, auf dem Gastbeiträge von Timid Tiger, Vega, Bizzy Montana, Marc Sloan, Jack Untawega, D-Bo, David Asphalt und Nyze enthalten sind. Musikalisch wurde es danach still um den Rapper. Unzufriedenheit mit der bisherigen Stilrichtung und private Probleme waren die Ursachen für die kreative Pause.
Im November 2012 gab Chakuza bekannt, dass er nun bei Four Music unter Vertrag steht.
Am 8. März 2013 veröffentlichte Chakuza das Album Magnolia. Das vierte Soloalbum unterscheidet sich stilistisch und musikalisch deutlich von den vorangegangenen Veröffentlichungen. War Chakuza zuvor als Battle- und Gangsterrapper bekannt geworden, gab er sich nun nachdenklich, sensibel und reflektiert.
Mitte Februar 2014 hatte Chakuza einen Gastauftritt in der ATV-Serie Wien – Tag & Nacht.
Am 5. September 2014 veröffentlichte er das Album Exit und gab zeitgleich seinen Rückzug in die niederländische Provinz bekannt, wo er seinen Ruhepol gefunden hat.
Als Vervollständigung der Trilogie neben Magnolia und Exit veröffentlichte Chakuza 2016 das Album Noah.
Danach gab er bekannt, künftig auch wieder Battlerap-Alben produzieren zu wollen. Im März 2017 veröffentlichte er Blackout 2, zusammen mit Bizzy Montana.
Am 31. Mai 2019 veröffentlichte Chakuza die EP Aurora über die Plattform iGroove.

## Diskografie
Studioalben

| Jahr | Titel                                | Höchstplatzierung, Gesamtwochen, AuszeichnungChartplatzierungen (Jahr, Titel, Platzierungen, Wochen, Auszeichnungen, Anmerkungen) | Höchstplatzierung, Gesamtwochen, AuszeichnungChartplatzierungen (Jahr, Titel, Platzierungen, Wochen, Auszeichnungen, Anmerkungen) | Höchstplatzierung, Gesamtwochen, AuszeichnungChartplatzierungen (Jahr, Titel, Platzierungen, Wochen, Auszeichnungen, Anmerkungen) | Anmerkungen                             |
| Jahr | Titel                                | DE | AT | CH | Anmerkungen                             |
| ---- | ------------------------------------ | --- | --- | --- | --------------------------------------- |
| 2007 | City Cobra                           | DE10 (9 Wo.)DE | AT41 (7 Wo.)AT | — | Erstveröffentlichung: 2. März 2007      |
| 2008 | Unter der Sonne                      | DE9 (7 Wo.)DE | AT13 (7 Wo.)AT | CH29 (3 Wo.)CH | Erstveröffentlichung: 16. Mai 2008      |
| 2010 | Monster in mir                       | DE8 (3 Wo.)DE | AT3 (10 Wo.)AT | CH26 (2 Wo.)CH | Erstveröffentlichung: 16. April 2010    |
| 2013 | Magnolia                             | DE5 (5 Wo.)DE | AT3 (6 Wo.)AT | CH10 (3 Wo.)CH | Erstveröffentlichung: 8. März 2013      |
| 2014 | Exit                                 | DE3 (4 Wo.)DE | AT4 (5 Wo.)AT | CH10 (3 Wo.)CH | Erstveröffentlichung: 5. September 2014 |
| 2016 | Noah                                 | DE5 (3 Wo.)DE | AT3 (3 Wo.)AT | CH17 (2 Wo.)CH | Erstveröffentlichung: 10. Juni 2016     |
| 2018 | Suchen und Zerstören 3               | DE11 (1 Wo.)DE | AT9 (1 Wo.)AT | CH33 (1 Wo.)CH | Erstveröffentlichung: 16. Februar 2018  |
| 2019 | Magnolia X                           | — | AT60 (1 Wo.)AT | — | Erstveröffentlichung: 4. Oktober 2019   |
| 2020 | Heavy Rain                           | DE13 (2 Wo.)DE | AT25 (2 Wo.)AT | CH28 (1 Wo.)CH | Erstveröffentlichung: 10. Januar 2020   |
| 2020 | Luna                                 | DE13 (1 Wo.)DE | — | CH89 (1 Wo.)CH | Erstveröffentlichung: 31. Juli 2020     |
| 2020 | City Cobra 2.0                       | DE34 (1 Wo.)DE | — | — | Erstveröffentlichung: 30. Oktober 2020  |
| 2021 | Unter der Sonne / Monster in mir 2.0 | DE12 (1 Wo.)DE | — | — | Erstveröffentlichung: 9. April 2021     |
| 2022 | Fenster zur Welt                     | DE22 (2 Wo.)DE | — | — | Erstveröffentlichung: 11. März 2022     |
| 2023 | Liebe & KI                           | DE91 (1 Wo.)DE | AT74 (1 Wo.)AT | — | Erstveröffentlichung: 27. Januar 2023   |